# Ludwig Gerkrath
Ludwig Joseph Sigismund Hubert Gerkrath (* 22. Juni 1832 in Köln; † 1. Januar 1864 in Braniewo) war ein deutscher Philosoph.

## Leben
Er studierte in Bonn (1850, 1851 und 1853) und Berlin (1852) Philosophie und Theologie. Er promovierte 1854 bei Franz Peter Knoodt. Er war seit 1855 Privatdozent in Bonn und ging 1861 als außerordentlicher Professor der Philosophie an das Lyceum Hosianum.

## Schriften (Auswahl)
- Expositio critica doctrinae quam Kantius de categoriis proposuit. Bonn 1854.
- Franz Sanchez. Ein Beitrag zur Geschichte der philosophischen Bewegungen im Anfange der neueren Zeit. Wien 1860.
- De connexione, quae intercedit inter Cartesium et Pascalium, commentatio. Braunsberg 1863.